# Jebsen Group

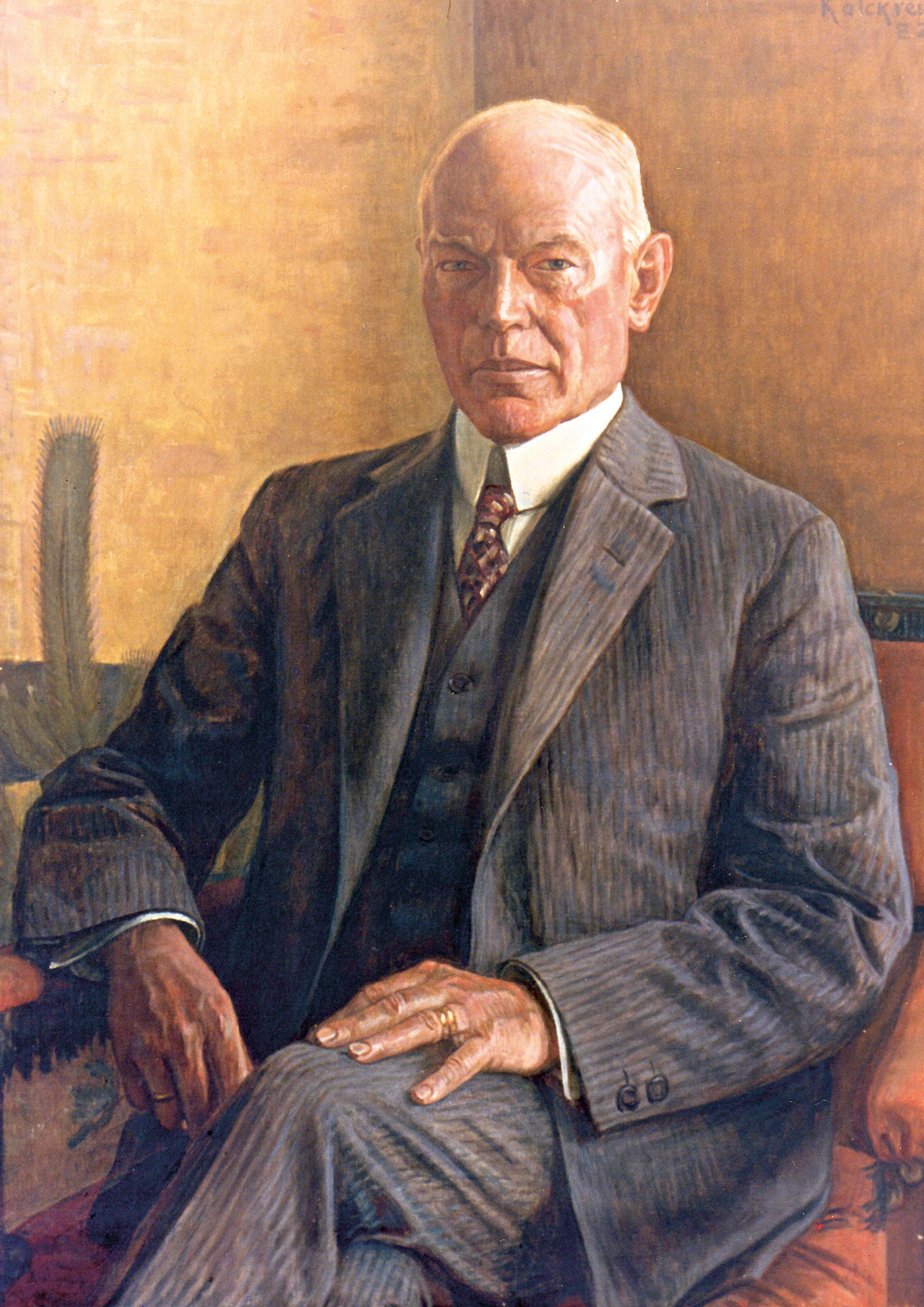
Портрет Хейнриха Йессена. 1927 год

Jebsen Group или Jebsen & Co (кит. 捷成洋行) —  многопрофильный конгломерат, штаб-квартира которого расположена в Гонконге (Козуэй-Бей). Специализируется на торговой и промышленной деятельности, маркетинге, логистике и судоходстве, в том числе на дистрибуции различных товаров в Китае (бытовая электроника, фототехника, часы, пиво, вино, крепкие алкогольные напитки, промышленное оборудование, автомобильные компоненты, строительные материалы, автомобили марки Porsche, яхты). 
Во главе гонконгской Jebsen Group и родственных ей MF Jebsen Group (Гонконг) и Jebsen & Jessen (Сингапур) до сих пор находятся члены семьи Йебсен датского происхождения. Основная деятельность Jebsen Group сосредоточена в Китае, Гонконге, Макао и на Тайване.  

## История
В 1895 году датчане Хейнрих Йессен и Якоб Йебсен основали в Гонконге судоходное агентство Jebsen & Co, которое вскоре занялось экспортно-импортными операциями и производственной деятельностью (в том числе поставками красок BASF). В начале XX века Jebsen & Co открыла офисы в Шанхае и Гуанчжоу, в 1906 году приобрела пивную марку Blue Girl Beer, которая сегодня является одной из самых популярных в Южном Китае. В 1930 году компания начала импорт автомобилей Mercedes-Benz в Китай, в 1953 году — автомобилей Volkswagen в Гонконг, в 1955 году — автомобилей Porsche в Гонконг. 
В 1961 году Jebsen & Co становится агентом авиакомпании Lufthansa, начавшей полёты в Гонконг. В 1963 году в Сингапуре была основана родственная группа Jebsen & Jessen, которая сегодня занимается производством и продажей кабеля, коммуникационного, погрузочного и упаковочного оборудования. 
В 1970-х годах Jebsen & Co являлась эксклюзивным агентом для 25 европейских производителей текстильного оборудования, которые поставляли свою продукцию в Гонконг. В конце 1970-х годов Jebsen & Co активно вышла на китайский рынок, начав поставки разнообразных товаров. В 1986 году компания начала продажи фотокамер Pentax, став в итоге крупнейшим дистрибьютором этой марки в Азиатско-Тихоокеанском регионе. В 2001 году стартовали поставки автомобилей Porsche в материковый Китай.
В 2002 году для продвижения товаров и услуг на рынок Тайваня была основана компания Jebsen (Taiwan) Co. В 2009 году в ходе реструктуризации бизнеса Jebsen Group создаёт четыре структурных подразделения. В 2013 году компания открывает в Шанхае крупнейший в Азии центр продажи и обслуживания автомобилей Porsche, а также начинает в Китае дистрибуцию продукции компании Dyson. В 2014 году центр Porsche открывается в Коулуне.

## Структура
Jebsen Group делится на четыре структурных подразделения — Jebsen Consumer, Jebsen Beverage, Jebsen Industrial и Jebsen Motors. 
- Jebsen Consumer занимается продажами в Китае бытовой электроники, фототехники, спорттоваров и часов марок Pentax, Casio, Dyson и Rio.
- Jebsen Beverage занимается продажами в Китае пива Blue Girl Beer и нескольких марок вин, а также пива Stella Artois на Тайване.
- Jebsen Industrial занимается продажами в Китае различного промышленного оборудования, кабелей, оборудования для телевидения и кинопромышленности, строительных материалов, автомобильных компонентов, пищевых добавок и химических волокон.
- Jebsen Motors занимается продажами в Китае, Гонконге и Макао автомобилей Porsche.

В 1991 году была основана компания Jebsen Fine Wines, вскоре ставшая одним из крупнейших независимых дистрибьюторов в регионе. В 2000 году была основана компания Jebsen Logistics, которая занимается перевозками товаров воздушным и морским транспортом, а также управляет сетью складов. Также в 2000 году было создано совместное предприятие с итальянской компанией Mazzucchelli, которая специализируется на производстве изделий из пластика. В 2007 году в Китае была создана компания Mitec-Jebsen, производящая компоненты для автомобильных двигателей. Компания Jebsen Marine специализируется на продаже и обслуживании яхт. 
Кроме того, Jebsen Group является совладельцем крупного оператора контейнерных терминалов Modern Terminals Limited, работающего в порту Гонконга, и завода смазочных материалов в городе Чжухай. Два совместных предприятия (Mitec-Jebsen Automotive Systems и Jebsen-TCG Automotive Systems) производят автомобильные компоненты в Даляне.